# José Manuel Ochotorena
José Manuel Ochotorena Santacruz (født 16. januar 1961 i San Sebastián, Spanien) er en tidligere spansk fodboldspiller (målmand).
Ochotorenas seniorkarriere strakte sig fra 1979 til 1998. Længst tid tilbragte han hos først Real Madrid, hvor han også havde været tilknyttet som ungdomsspiller, samt hos Valencia CF. Hos Real Madrid var han med til at vinde det spanske mesterskab tre gange i træk (1985-1987) samt UEFA Cuppen i både 1985 og 1986. I 1988 skiftede han til Valencia, hvor han nåede at spille over 100 La Liga-kampe. I 1989 vandt han Ricardo Zamora trofæet, en pris der hvert år gives til den bedste målmand i den spanske liga.

## Landshold
Ochotorena spillede én kamp for Spaniens landshold, en venskabskamp mod Polen den 20. september 1989, hvor han blev indskiftet ti minutter før tid. Han var en del af den spanske trup til VM i 1990 i Italien, men kom ikke på banen i turneringen, hvor spanierne blev slået ud i 1/8-finalerne.